# Nils Boström
Nils Boström, född 1 december 1844 i Burträsk, Västerbottens län, död där 18 april 1920, var en svensk hemmansägare och riksdagsman.

## Biografi
Nils Boström var son till Nils Gustaf Boström och Ana Magdalena Hansdotter och växte upp i Burträsks socken. Han gifte sig med Maria Eskelina Lundström och fick barnen Gustav Erik, Nils Emil, Maria Magdalena, Gustav Edvin, och Ellen Nikolina.

Boström var kyrkvärd och ledamot av riksdagens andra kammare 1879–1884 och 1887–1905.